# Dolmen de Prat Clos
Le dolmen de Prat-Clos est situé sur la commune de Ria-Sirach, dans le département français des Pyrénées-Orientales.  

## Historique
Le dolmen a été découvert par Jean Abélanet grâce aux indications d'un berger. La vocation funéraire du dolmen était explicitement connue des bergers qui le désignaient sous le nom de taüt (signifiant « la tombe, le cercueil »). Abélanet fouille la chambre du dolmen et le restaure en 1968 et des sondages sont réalisés sur le tumulus en 2013 pour en étudier l'architecture,.

## Localisation
Le dolmen a été édifié sur un petit plateau, le Pla de Balençò, dominant un vaste panorama d'où l'on aperçoit le Pic du Canigou au sud-ouest et la vallée du Têt au sud-ouest. Le nom Prats-Clos (signifiant « pré clôturé » en catalan) indique explicitement la vocation pastorale de la zone qui comporte par ailleurs de nombreuses cabanes de bergers en pierres sèches, plusieurs coffres préhistoriques et des rochers comportant des cupules ou gravés de signes divers,. 

## Description
Le dolmen est ruiné, sa forme l'apparente à un grand caisson. La chambre mesure 3 m de long sur 1,50 m de large. Elle est délimitée par huit orthostates (deux au chevet, trois côté sud et trois côté nord) fortement fissurés, certains penchant vers l'intérieur, il semble manquer une dalle au nord-ouest. Toutes les dalles sont en schiste ardoisier d'origine locale,. La chambre ouvre au sud-sud-est. Le mode de couverture est inconnu mais le dolmen devait probablement être recouvert de plusieurs dalles compte tenu de la longueur de la chambre. Le dolmen ne comporte pas de couloir mais quelques dalles plantées verticalement dans la masse du tumulus pourraient correspondre à une structure d'accès. 
Le tumulus est de forme sub-circulaire (environ 7 m de diamètre). Il est constitué d'une alternance de dalles rayonnantes et de murets en pierres sèches, un type d'architecture particulier commun à plusieurs dolmens de l'Est des Pyrénées et de l'Ouest de l'Hérault. Le tumulus a été construit sur un affleurement rocheux en forme d'escalier qui contribue à accentuer le caractère monumental de la construction et à accroître sa visibilité sur le plateau. Cet affleurement a aussi été exploité comme site d'extraction pour les matériaux de construction.

## Matériel archéologique
Le dolmen avait été fouillé de longue date, car selon une tradition transmise chez les bergers locaux, l'édifice cachait un trésor. La fouille de la chambre a permis de recueillir des vestiges de toutes les époques mais aussi un petit matériel préhistorique constitué de quatre armatures de flèches (2 foliacées, 2 à pédoncule) et un fragment de plaquette en schiste polie. Le tamisage des déblais rejetés sur le tumulus a permis de découvrir deux autres armatures de flèches perçantes (1 foliacée, 1 à pédoncule) et des tessons de céramique non tournées attribués à la culture campaniforme. Les sondages dans le tumulus ont livré des tessons de céramique attribués au Vérazien et un petit matériel lithique en quartz. 
Un prélèvement de charbon, utilisé comme dégraissant dans deux vases attribués au Vérazien découverts au niveau du paléosol a pu faire l'objet d'une datation au carbone 14 correspondant à période comprise entre 3096 av. J.-C. et 2913 av. J.-C..